# مفاعل أبحاث السلامة النووية
مفاعل أبحاث السلامة النووية هو مفاعل أبحاث الأمان النووي (NSRR) والذي تديره الوكالة اليابانية للطاقة الذرية.
تم إنشاء المفاعل في عام 1975. في عام 1989 خضع المفاعل لقوة تصاعدية. في عام 2006 أجرى المفاعل 3033 نبضة و 1280 تجربة وقود نووي.